# Myostola occidentalis
Myostola occidentalis är en spindelart som först beskrevs av Lucas 1858.  Myostola occidentalis ingår i släktet Myostola och familjen fågelspindlar. Inga underarter finns listade i Catalogue of Life.